# Comitas thisbe
Comitas thisbe is een slakkensoort uit de familie van de Pseudomelatomidae. De wetenschappelijke naam van de soort is voor het eerst geldig gepubliceerd in 1906 door Smith, E. A..